# Culciu
Culciu é uma comuna romena localizada no distrito de Satu Mare, na região histórica da Transilvânia. A comuna possui uma área de 79.30 km² e sua população era de 3962 habitantes segundo o censo de 2007.